# Sunzet
Sunzet var et dansk disco-house-funk-band fra Odense, som havde stor succes omkring årtusindskiftet. Sunzet udsendte i 1998 debutalbummet Rizing, som solgte 25.000 eksemplarer og indeholdte radiohittet "You To Me Are Everything".
Bandet bestod af Tine Bjerggaard, Morten Trøst og Peter Stenbæk. Bandet holdte en afskedskoncert den 10. oktober 2001 på Franck-A i Odense og gik herefter hver til sit.

## Diskografi

### Album
- Rizing (1998)
- Sunzation! (2000)

### Singler
- "Baby, Don't Change Your Mind" (1997)
- "Winter Sunshine" (1997)
- "You To Me Are Everything" (1998)
- "Love's The Rhythm" (1998)
- "Never Knew Love Like This Before" (1998)
- "If We Ever Fall In Love Again" (2000)
- "All Right" (2000)
- "Love Is Right Here" (2001)